# Câmara Municipal de Santo André
A Câmara Municipal de Santo André é o órgão legislativo do município de Santo André. Atualmente é composta por 21 vereadores e o atual presidente é Carlos Ferreira (MDB).
A atual câmara foi fundada em 29 de Setembro de 1892, como casa legislativa do então município de São Bernardo.

## História

### Santo André da Borda do Campo
A cidade de Santo André traça as suas origens para a antiga vila de Santo André da Borda do Campo, fundada pelo bandeirante João Ramalho por sugestão do padre jesuíta Leonardo Nunes por volta do ano de 1550 e que foi elevada a vila pelo então Governador-geral Tomé de Sousa no dia 8 de Abril de 1553,." data essa que o município de Santo André oficializa como sendo a de sua fundação. Conforme consta em carta enviada ao rei João III de Portugal, Tomé de Sousa ordenou a eleição de vereadores, juíz, escrivão, alcaide, almotacéis e capitão-mor.
O documento mais antigo dessa primeira câmara de vereadores data do ano de 1555, quando a vila já estava estabelecida, posteriormente, diversas atas evidenciam um temor cada vez maior de ataques de índios tamoios, que estavam em guerra com os portugueses, o que levou à um rápido declínio durante a década de 1550 e em 1560 à incorporação da vila de Santo André da Borda do Campo à então aldeia de São Paulo de Piratininga, fundada em 1554 pelos padres Manuel da Nóbrega e José de Anchieta. A partir dessa incorporação, São Paulo passou à categoria de vila.

### Câmara moderna
A câmara municipal da pequena vila de Santo André da Borda do Campo nada tem a ver com a atual câmara da atual cidade de Santo André, fundada em 1892 como órgão legislativo do então município de São Bernardo e sede na atual cidade de São Bernardo do Campo até o ano de 1938, quando, por decisão do então interventor federal Ademar de Barros, a sede do município é transferida para a atual Santo André.

## Comissões
| Comissões Permanentes                                          | Presidente                  | Membros                                                                                             | Ref.   |
| -------------------------------------------------------------- | --------------------------- | --------------------------------------------------------------------------------------------------- | ------ |
| Comissão de Justiça e Redação                                  | Toninho Caiçara (PODE)      | - Dr. Fábio Lopes (Cidadania) - Dr. Marcelo Chehade (PSDB)                                          | [ 7 ]  |
| Comissão de Finanças e Orçamento                               | Edilson Santos (PRD)        | - Nino Brandão (Avante) - Bahia (PSDB)                                                              | [ 8 ]  |
| Comissão de Desenvolvimento Urbano                             | Valter Luiz da Silva (PSD)  | - Danilo Santana Reis (Avante) - Clovis Girardi (PT)                                                | [ 9 ]  |
| Comissão de Educação e Cultura                                 | Osvaldo Lourenço (UNIÃO)    | - Dr. Fábio Lopes (Cidadania) - William Lago (PL)                                                   | [ 10 ] |
| Comissão de Cidadania, Direitos Humanos e Assistência Social   | Dr. Marcelo Chehade (PSDB)  | - Tiago Nogueira (PT) - Toninho Caiçara (PODE)                                                      | [ 11 ] |
| Comissão de Saúde, Saneamento Básico, Ecologia e Meio Ambiente | Denis Silva (Solidariedade) | - Lucas Zacarias (PL) - Danilo Santana Reis (Avante)                                                | [ 12 ] |
| Comissão de Segurança Pública                                  | Dr. Marcelo Chehade (PSDB)  | - Tiago Nogueira (PT) - Major Vitor Santos (PL)                                                     | [ 13 ] |
| Comissão de ética e Decoro Parlamentar                         | Dr. Fábio Lopes (Cidadania) | - Edilson Santos (PRD) - Ricardo Alvarez (PSOL) - Marcos Cortez (PSB) - Denis Silva (Solidariedade) | [ 14 ] |